# Kościół św. Michała Archanioła w Kcyni
Kościół Świętego Michała Archanioła w Kcyni − jeden z dwóch rzymskokatolickich kościołów parafialnych w Kcyni, w powiecie nakielskim, w województwie kujawsko-pomorskim. Należy do dekanatu Kcynia. Mieści się przy ulicy Farnej.

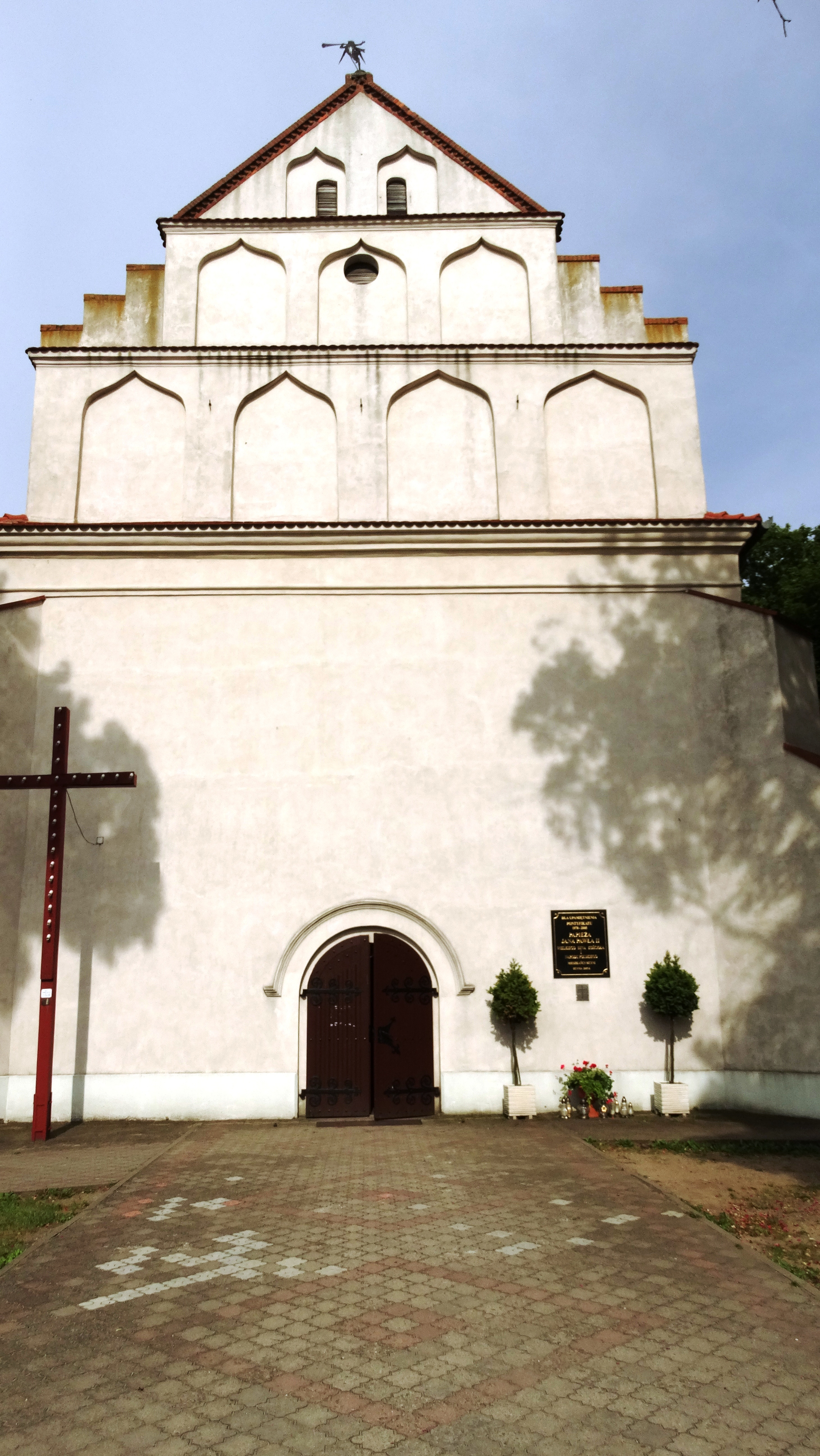
Wejście główne

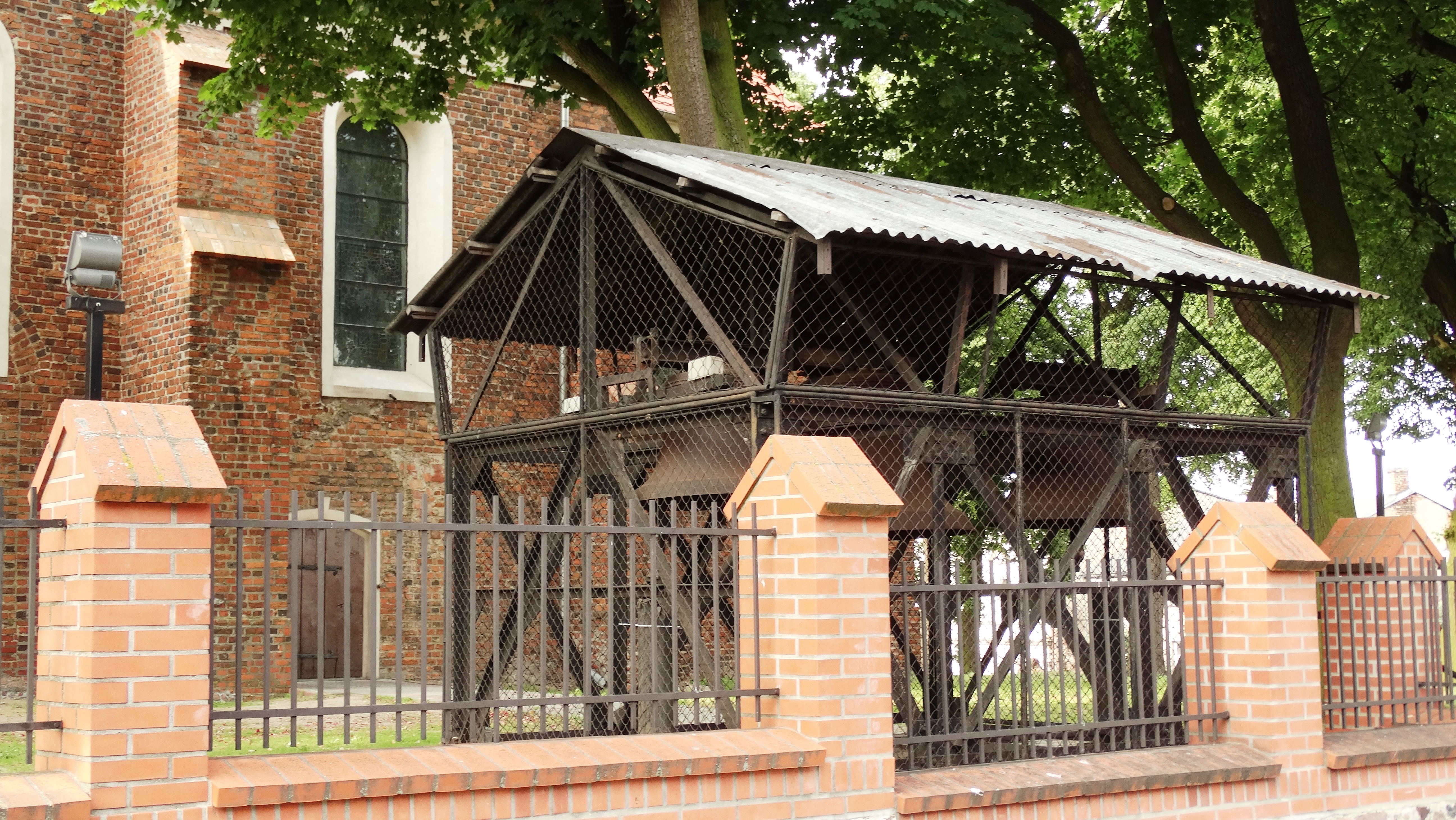
Dzwonnica przy kościele

## Architektura i wyposażenie
Świątynia została wybudowana w 1631 roku w stylu późnogotyckim na miejscu starszej, drewnianej. O końcu budowy kościoła informują daty wyryte w cegle AD 1631 („to dzieło doprowadziłem do skutku Roku Pańskiego 1631”). Budowla została wzniesiona w tradycji architektury późnego gotyku. Składa się z krótkiego, jednoprzęsłowego prezbiterium zamkniętego trójbocznie z zakrystią od strony północnej i szerszej nawy prostokątnej, trójprzęsłowej. Sklepienie nawy posiada formę krzyżową, a zakrystii kolebkową. Okna nawy są półkoliste, wyposażone są w piękne witraże (każdy witraż przedstawia 2 sceny) ukazujące życie Najświętszej Maryi Panny, zaprojektowane przez O. Efrema z Kcyni. Prezbiterium posiada 4 okna: koliste – nad ołtarzem głównym ozdobione witrażem Matki Bożej Częstochowskiej oraz 3 ostrołukowe ozdobione witrażami przedstawiającymi milenium chrztu Polski: „Polonia semper fidelis" i Eucharystię, zaprojektowanymi przez Stanisława Powalisza. W trzecim oknie jest umieszczony witraż o tematyce maryjnej z serii wykonanej przez O. Efrema. Do świątyni wchodzi się przez dwa wejścia: główne od strony zachodniej ze znajdującym się nad nim chórem muzycznym i boczne od strony południowej. Ołtarz główny odbudowany został w 1960 roku na podstawie zdjęcia z lat trzydziestych. Do wyposażenia świątyni należą m.in. monstrancja barokowo – klasycystyczna z początku XIX stulecia. oraz trzy XVII – wieczne kielichy razem z patenami. Wzdłuż ścian bocznych są umieszczone płaskorzeźby drogi krzyżowej wyrzeźbione w drewnie przez Stefana Boguszyńskiego w 1976 roku.
W 2022 pod posadzką kościoła odnaleziono 24 monety (boratynki) pochodzące z okresu Potopu szwedzkiego, a poniżej 9 grobów z okresu średniowiecza wraz z kolejnymi monetami i elementami biżuterii.